# Jack Kiley
John Francis Kiley, detto Jack (Irvington, 5 gennaio 1929 – Baltimora, 16 febbraio 1982), è stato un cestista statunitense, professionista nella NBA.

## Carriera
Venne selezionato dai Fort Wayne Pistons al secondo giro del Draft NBA 1951 (13ª scelta assoluta).